# Miss Earth México 2017
Miss Earth México 2017 fue la 11.ª edición del certamen Miss Earth México la cual inicialmente se llevaría a cabo en el Centro de Convenciones y Polyforum Chiapas de la ciudad de Tuxtla Gutiérrez, Chiapas el domingo 10 de septiembre de 2017, sin embargo, a consecuencia del sismo de 8.2 grados de magnitud con epicentro en el golfo de Tehuantepec la noche del 7 de septiembre el evento fue cancelado para salvaguardar la integridad de las treinta y dos candidatas de toda la República Mexicana así como del equipo de la organización nacional. La tarde del viernes 8 de septiembre en conferencia de prensa desde el hotel sede Vista Inn Premium, el director Nacional Paul Marsell, anunció a las ganadoras de las cuatro coronas elementales tomando en cuenta las calificaciones de la etapa semifinal llevada a cabo una noche antes, y por respeto al sentimiento y situación que estaba imperando en los estados afectados, en especial Chiapas, solo se realizó la imposición de bandas, resultando ganadora Karen Bustos de San Luis Potosí quien compitió en Miss Tierra 2017 en Filipinas. Se convirtió en la primera potosina en ir a Miss Tierra.
Semanas después del concurso, el 30 de septiembre, fue anunciada la designación de Brenda Portelinha del Estado de México rumbo a The Miss Globe 2017 en Albania. El día 25 de octubre, se hizo oficial la designación de Mara Orduño de Hidalgo rumbo a Miss Eco International 2018 en Egipto logrando colocarse dentro del Top 21. En marzo de 2021 se hizo oficial la designación de Astrid Moraga de Veracruz rumbo a Miss Eco International 2021 en Egipto, esto después de la renuncia de Scandy Patrón como reina nacional.

## Resultados
| Posición               | Candidata                                                                                               |
| Miss Earth México 2017 | - San Luis Potosí - Karen Bustos                                                                        |
| Miss Earth Air 2017    | - Hidalgo - Mara Orduño                                                                                 |
| Miss Earth Water 2017  | - Estado de México - Brenda Portelinha                                                                  |
| Miss Earth Fire 2017   | - Baja California - Diana García                                                                        |
| Top 8                  | - Chiapas - Eloísa Moral - Colima - Alondra Sandoval - Jalisco - Yara Guzmán - Sinaloa - Nataly Beltrán |

## Áreas de competencia

### Semifinal
La competencia semifinal se realizó en el Nine Club de la ciudad de Tuxtla Gutiérrez, Chiapas el jueves 7 de septiembre, tres días antes de la competencia final. Previo al final del evento, todas las candidatas compitieron en traje de baño y traje de noche como parte de la selección de las semifinalistas. El nombre de las concursantes que formarían parte del Top 16 sería revelado durante el inicio en vivo del evento final, sin embargo la noche se vio marcada por el sismo de 8.2 grados de magnitud con epicentro en el golfo de Tehuantepec, dejando el evento semifinal sin concluir.

### Final
A raíz del sismo suscitado el día 7 de septiembre en Chiapas, el evento final contemplado a realizarse en el Centro de Convenciones y Polyforum Chiapas de la ciudad de Tuxtla Gutiérrez el domingo 10 de septiembre de 2017 fue cancelado por seguridad de las participantes y de todo el equipo de la organización nacional, de esta manera, el día 8 de septiembre en conferencia de prensa desde el Hotel sede Vista Inn Premium, el director Nacional Paull Marsell dio a conocer las posiciones finales del Top 8, incluyendo a la ganadora del certamen.

### Premios Especiales
| Premio                         | Candidata                              |
| Mejor Traje Reciclado          | - San Luis Potosí - Karen Bustos       |
| Mejor Traje de Baño Estilizado | - Estado de México - Brenda Portelinha |
| Mejor Traje Estilizado         | - San Luis Potosí - Karen Bustos       |

## Candidatas
| Estado              | Candidata                            | Edad | Estatura | Residencia          |
| Aguascalientes      | María Guadalupe López Tiscareño      | 21   | 1.71     | Calvillo            |
| Baja California     | Diana García González                | 23   | 1.68     | Tijuana             |
| Baja California Sur | Natalia Josefina Matteotti Springa   | 20   | 1.70     | La Paz              |
| Campeche            | Rosa Isela Vergara Cortés            | 20   | 1.76     | Candelaria          |
| Chiapas             | Eloísa Moral Bacelis                 | 20   | 1.70     | Palenque            |
| Chihuahua           | Kler Elías Díaz                      | 22   | 1.71     | Chihuahua           |
| Ciudad de México    | Miranda Jiménez Rodríguez            | 23   | 1.72     | Ciudad de México    |
| Coahuila            | Maryluz Paulina de León Villalobos   | 24   | 1.72     | Parras de la Fuente |
| Colima              | Alondra Sandoval Uriarte             | 20   | 1.72     | Villa de Álvarez    |
| Durango             | Judith González Soto                 | 20   | 1.74     | Durango             |
| Estado de México    | Brenda Giovana Portelinha Delgadillo | 23   | 1.78     | Toluca              |
| Guanajuato          | Melissa Giselle de Anda García       | 20   | 1.75     | León                |
| Guerrero            | Itzayana Torres Huerta               | 24   | 1.74     | Zirándaro           |
| Hidalgo             | Mara Orduño Arce                     | 19   | 1.76     | Pachuca             |
| Jalisco             | Yara Fernanda Guzmán González        | 20   | 1.73     | Guadalajara         |
| Michoacán           | Luisa María Estrada Gómez            | 20   | 1.74     | Ocampo              |
| Morelos             | Alexa Maquitico                      | 18   | 1.70     | Cuernavaca          |
| Nayarit             | Oralia Yoselin Cosio Gómez           | 19   | 1.73     | Ahuacatlán          |
| Nuevo León          | Dania Steysie Sánchez Niño           | 21   | 1.72     | Aramberri           |
| Oaxaca              | Liliana Bielma Celaya                | 23   | 1.70     | Salina Cruz         |
| Puebla              | Katherine Sayavedra Munguía          | 20   | 1.71     | San Pedro Cholula   |
| Querétaro           | Aderania Vanessa Arzate              | 18   | 1.78     | Querétaro           |
| Quintana Roo        | Carolina Garduño Ortiz               | 19   | 1.68     | Chetumal            |
| San Luis Potosí     | Ana Karen Bustos González            | 19   | 1.83     | San Luis Potosí     |
| Sinaloa             | Elda Nataly Beltrán Rodríguez        | 23   | 1.80     | Los Mochis          |
| Sonora              | Paulina Juliene Omaña Osuna          | 20   | 1.75     | Navojoa             |
| Tabasco             | Iliana de la Cruz Toledo             | 21   | 1.73     | Villahermosa        |
| Tamaulipas          | Andrea Alejandra Ortiz Piñeyro       | 22   | 1.76     | Tampico             |
| Tlaxcala            | Stephany Victoria Tenorio Perdomo    | 23   | 1.70     | Apizaco             |
| Veracruz            | Paula Astrid Moraga Molina           | 18   | 1.71     | Veracruz            |
| Yucatán             | Jessica Alejandra Herrera Lara       | 20   | 1.73     | Mérida              |
| Zacatecas           | Ruby Cruz Lara                       | 19   | 1.75     | Valparaíso          |

## Sobre los Estados en Miss Earth México 2017

### Reemplazos
- Chihuahua - Dayra Cisneros renunció al título estatal y a su participación en la competencia nacional debido a cuestiones personales. Fue reemplazada por Kler Elías.
- Coahuila - Telly Rodríguez renunció al título estatal y a su participación en la competencia nacional debido a cuestiones personales. Fue reemplazada por Paulina de León.
- Hidalgo - Andrea Osorio renunció al título estatal y a su participación en la competencia nacional debido a problemas con la organización estatal.[16] Fue reemplazada por Mara Orduño.
- Tabasco - Pamela Valenzuela renunció al título estatal y a su participación en la competencia nacional debido a cuestiones personales. Fue reemplazada por Iliana de la Cruz.
- Tlaxcala - Paulina Ramírez renunció al título estatal y a su participación en la competencia nacional debido a cuestiones personales. Fue reemplazada por Stephany Tenorio.
- Veracruz - Alondra Rivera renunció al título estatal y a su participación en la competencia nacional debido a cuestiones personales. Su 1.ª Finalista Astrid Moraga fue nombrada como la nueva representante y titular estatal.
- Yucatán - Adriana Estrella renunció al título estatal y a su participación en la competencia nacional debido a cuestiones personales. Su 1.ª Finalista Jessica Herrera fue nombrada como la nueva representante y titular estatal.

## Crossovers
| Miss Tierra - 2017: San Luis Potosí - Karen Bustos Miss Eco Internacional - 2021: Veracruz - Astrid Moraga - 2019: Guanajuato - Melissa de Anda - 2018: Hidalgo - Mara Orduño (Top 21) Miss Charm - 2023: San Luis Potosí - Karen Bustos (Top 20) The Miss Globe - 2017: Estado de México - Brenda Portelinha Miss Friendship International - 2019: Estado de México - Brenda Portelinha Mexicana Universal - 2023: Nuevo León - Dania Sánchez - 2020: San Luis Potosí - Karen Bustos (Miss Charm México) Miss Intercontinental México - 2018: Campeche - Rosa Isela Vergara - 2018: Guanajuato - Melissa de Anda (Miss Eco México) - 2018: Oaxaca - Liliana Bielma Miss Styling Chic México - 2018: Quintana Roo - Carolina Garduño (Ganadora) Reina Turismo México - 2017: Hidalgo - Mara Orduño (Princesa) Miss Mundo Prehispánico México - 2017: Chihuahua - Kler Elías Teen Universe México - 2016: Hidalgo - Mara Orduño (Top 8) - 2015: Tamaulipas - Andrea Ortiz Miss Teen Earth México - 2016: Tlaxcala - Stephany Tenorio Miss Teen Model México - 2015: Puebla - Katherine Sayavedra Flor más Bella del Campo - 2016: Guerrero - Itzayana Torres Miss Earth Coahuila - 2016: Coahuila - Paulina de León Miss Earth Michoacán - 2016: Michoacán - Luisa Estrada Miss Earth Nuevo León - 2015: Nuevo León - Dania Sánchez Miss Earth Veracruz - 2017: Veracruz - Astrid Moraga (Miss Earth Veracruz-Air) Miss Earth Yucatán - 2017: Yucatán - Jessica Herrera (Miss Earth Yucatán-Air) Mexicana Universal Nuevo León - 2022: Nuevo León - Dania Sánchez (Ganadora) Mexicana Universal San Luis Potosí - 2019: San Luis Potosí - Karen Bustos (Designada) Nuestra Belleza Colima - 2016: Colima - Alondra Sandoval (1.ª Finalista) Nuestra Belleza Coahuila - 2015: Coahuila - Paulina de León Nuestra Belleza Estado de México - 2014: Estado de México - Brenda Portelinha | Nuestra Belleza Jalisco - 2015: Jalisco - Yara Guzmán Nuestra Belleza Nuevo León - 2016: Nuevo León - Dania Sánchez Nuestra Belleza Tamaulipas - 2016: Tamaulipas - Andrea Ortiz Nuestra Belleza Tlaxcala - 2016: Tlaxcala - Stephany Tenorio Miss Coahuila - 2016: Coahuila - Paulina de León Miss Guerrero - 2018: Guerrero - Itzayana Torres Miss Jalisco - 2021: Jalisco - Yara Guzmán Miss Tlaxcala - 2018: Tlaxcala - Stephany Tenorio Miss Intercontinental Campeche - 2018: Campeche - Rosa Isela Vergara (Designada) Miss Intercontinental Guanajuato - 2018: Guanajuato - Melissa de Anda (Designada) Miss Intercontinental Oaxaca - 2018: Oaxaca - Liliana Bielma (Designada) Miss Styling Chic Quintana Roo - 2018: Quintana Roo - Carolina Garduño (Ganadora) Reina Turismo Hidalgo - 2017: Hidalgo - Mara Orduño (Ganadora) Miss Mundo Prehispánico Chihuahua - 2017: Chihuahua - Kler Elías (Ganadora) Teen Universe Hidalgo - 2016: Hidalgo - Mara Orduño (Ganadora) Teen Universe Tamaulipas - 2015: Tamaulipas - Andrea Ortiz (Ganadora) Miss Teen Earth Tlaxcala - 2016: Tlaxcala - Stephany Tenorio (Ganadora) Miss Teen Model Puebla - 2015: Puebla - Katherine Sayavedra (Ganadora) Reina del Carnaval de Chetumal - 2017: Quintana Roo - Carolina Garduño (Ganadora) Flor más Bella del Campo Guerrero - 2016: Guerrero - Itzayana Torres (Ganadora) Reina de la Feria Cholula - 2013: Puebla - Katherine Sayavedra Reina de la Feria del Maguey - 2015: Aguascalientes - María López (Ganadora) Reina Expo Feria Michoacán - 2014: Michoacán - Luisa Estrada Reina FENAZA - 2019: Zacatecas - Ruby Cruz Señorita de la Feria de Ocampo - 2014: Michoacán - Luisa Estrada (Ganadora) Señorita Tierra Caliente - 2014: Guerrero - Itzayana Torres |